# لهجة جيجل
الجيجلية هي إحدى لهجات الدارجة الجزائرية، يُتحدث بها في ولاية جيجل، في شمال شرق البلاد.

خريطة إقليم القبائل الصغرى (قبائل الحدرة) في الجزائر.

إن القبائل الصغرى في الجزائر أو بالأحرى قبائل الحضرة هم سكان المنطقة الممتدة من زيامة المنصورية غربا إلى حدود مدينة القل في ولاية سكيكدة شرقا، ومن البحر المتوسط شمالا إلى مدينة فرجيوة جنوبا، شاملة بذلك كل إقليم ولاية جيجل الحالية والثلث الغربي من إقليم ولاية سكيكدة وجزء كبير من ولاية ميلة وشمال سطيف.
تُعتبر لهجة سكان جيجل إحدى لهجات الجزائر ما قبل الهلالية.

## خصائص اللهجة الجيجلية
من أهم ما يميز لهجة سكان جيجل، أو كما يقال بالعامية هدرة الجواجلة استعمال حرف الحاء في أوائل الأسماء النكرة كقول مثلا «حْلـَمْـرا» وتنطق كما هي مشكولة ومعناها بالعربية مرأة. إضافة إلى الخاصيتين السابقتين يستعمل سكان جيجل في لهجتهم حرف الدال «الدار دي عمار» (و هي خليط عربي روماني من: خوه + de + عمار) والحرف de يعني بالفرنسية "de le" أي «الخاص بـ» ومعنى هذه الجملة: الدار الخاصة بعمار، أو دار عمار، وهي لتحقيق الملكية.
و الحرف التالي: «ديالي» أي المملوك من طرفي، وهي مشتقة من مصدر لاتيني أيضا، "dela" بالبرتغالية.
كما أثرت الفتوحات كثيرا على اللهجة المحلية الجيجلية، فتضمنت عبارات عربية فصحى منها الحرف «دّ» المشدد، والحرف «دي»
و مصدرهما هو الاسم الموصول: «الذي» 
فقول مثلا الراجل دي جا، تعني حرفيا: الرجل الذي جاء، مع حدف الألف واللام من كلمة «الذي» للاستعمال الكثير لقرون طويلة.
و هو الشأن ذاته بالنسبة للحرف «دّ» المشدد، والذي يتحدثه السكان الذين يقيمون بجيجل وحواشيها القريبة.
فيقال مثلا: مدلي السروال دّحمر، أي مُدَّ لي السروال الذي أحمر.
أما في مناطق ضيقة من جيجل تنحصر في قرية عجنق، وأولاد علي، والشوف وأشبو وتانفدور، فيستبدل سكانها حرف اللام بحرف النون وحرف النون بحرف اللام أينما وجدوهما في كل كلامهم، والأصل في هذا التشفير العجيب أنه ونظرا لطبيعة سكان شرق جيجل المتميزة بالالتحام والتماسك الأسري بشكل يظهر فيه المجتمع كله على أنه أسرة واحدة، فلا يقبلون من يستقر بينهم من الأجانب لأنهم يرون مساس ذلك بهذا التماسك إلا أن يكون ضيفا، ولما استعصى على من وفد إليه أن يصرح بأنه أجنبي، تداول هؤلاء الوافدون فيما بينهم شفرة يتعارفون بها، تفاديا للأدى وكان أن غيروا حرفي اللام والنون، كقولهم مثلا: «أنإلسال» أي الإنسان، و«انّبل» أي «اللبن»
و الثابت عن شيوخ القبائل المتوطنة بجبال بلدية أولاد يحي خدروش كقبيلة الرمان، وإينان، وبني ميمون السفلى، وبولعابة أن أجدادهم وفدوا من اليمن والعراق، وهو ما تثبته اللهجة هناك، حيث يستبدل هؤلاء القاف بحرف الكاف، والكاف يخفضونه ليصير حرفا آخر يجمع بين التاء والشين، فمثلا: «قلت لك»، ينطقونها «كولتلتش» ويستوي النطق فيها بين هه القبائل واليمنيين والعراقيين.
و لا اختلاف في أن هذه المناطق أمازيغية الأصل.
و يتأكد ذلك سواء من خلال اللهجة المحتوية على معجم غني بالكلمات الأمازيغية كـ"آدغس" (أي الجبن) و"آبريد" (أي الطريق) و"آزري" (أي الممر الطويل بين حاجزين مرتفعين" "آصنّاج" (أي أداة تقطير زيت الزيتون) "آفوجال" (أي الماييس) "آينس" (و هو المتسع الذي يتوسطه كانون المنزل التقليدي) وكذا أسماء المناطق مثل: تالّفت، تايرّأو، آينان، تازيامزوي، آشبو...
و نظرا للحرائق الكثيرة التي اجتمعت على سلكها جميع القوى الغازية لمنطقة جيجل بحكم طابعها الغابي الكث، فإن جميع المخطوطات قد أتفلت ولم يبق سوى ما أجمعت عليه روايات الشيوخ هناك جدا عن جد، ولا زالت محفوظة بين شبابها حتى اليوم.
تفاصيل عن واحدة من اللهجات الجيجلية

## الاستفهام
معظم الكلمات الاستجوابية المستخدمة في الجيجلية محددة لهذه اللهجة فقط، فهي لا توجد بهذا الشكل في اللهجات المحيطة بها. وفيما يلي قائمة كاملة بها:
| كلمة الاستجواب           | باللغة العربية | مثال                | باللغة العربية     |
| ------------------------ | -------------- | ------------------- | ------------------ |
| ديش؟/داش؟/داشو؟          | ماذا؟          | ديش؟ ديشدي تحب؟     | ماذا؟ ماذا تريد؟   |
| ديشدي؟                   | ما الذي؟       | ديشدي كاين؟         | ما الذي يحدث؟      |
| كيفاش؟/كيش؟              | كيف؟           | كيش رحت للتما؟      | كيف ذهبت إلى هناك؟ |
| داما؟                    | أي؟            | كنت في داما بلاد؟   | كنت في أي بلاد؟    |
| داما هوا؟/ داما هيا؟     | أي واحد (ة)؟   | داما هي ادار ديالك؟ | أي واحدة هي دارك؟  |
| قداش؟                    | كم؟            | قداش كو تسالي؟      | كم أنا مدين لك؟    |
| فآيوق؟/فاكتاش؟           | متى؟           | فايوقت وليت؟        | متى عدت؟           |
| علاش؟/ لياش؟/ لاش/لاماه؟ | لماذا؟         | علاش كو دير هكا؟    | لماذا تفعل هذا؟    |
| منهو؟ دمن؟               | من؟            | منهو ادي جا؟        | من جاء؟            |
| فاين؟                    | أين؟           | فاين هوم؟           | أين هم؟            |
| لاين؟                    | إلى أين؟       | لاين رايحين؟        | إلى أين ذاهبون؟    |

## تصريف الأفعال وحرف كا
الجمع في اللهجة الجيجلية تختلف في التركيبة عن بقية لهجات الدارجة الجزائرية في إثنين من الخصائص الرئيسية: الخلط بين الجنسين (الذكور والإناث) المثنى، المفرد واستخدام الأفعال الناقصة في الحاضر.
- تقليديا في في جيجل نقول «نتا/نتينا» للرجل أول للمرأة، ولكن في الآونة الأخيرة استخدام «نتي» للنساء أصبحت أكثر شيوعا، على الرغم من أن التركيبة بقيت مذكرة، مثال: نتي جيت، نتي كليت، نتي خدمت. نتي كو تشري، نتي كو تتمسخر. نتي كول، نتي أقرا.

توضيح مع الفعل «أكل»:
| مفرد          | جمع             |
| ------------- | --------------- |
| أنا كو ناكل   | حنا كو ناكلو    |
| نتسا كو تاكل  | نتسوما كو تاكلو |
| نتسي كو تاكلي | نتسوما كو تاكلو |
| هو كا ياكل    | هوما كا ياكلو   |
| هيا كا تاكل   | هوما كا ياكلو   |

ويعتقد أن الفعل الناقص يأتي من الفعل في اللغة العربية «كان»، «كانت»، «كانوا» ومن هنا أخذ شكل «كا»، «كُنت»، «كُنتم» ومن هنا جاء شكل «كو».
نلاحظ أيضا وجود أشكال «كي» بدلا من «كو». في منطقة الطاهير و «تسا» بدلا من «كا». في المنطقة المحيطة بجيجل، واليوم في جيجل أيضا بسبب الهجرة من الريف.
استعمال (كي/كا):
| مفرد          | جمع              |
| ------------- | ---------------- |
| أنا كي ناكل   | حنا كي ناكلو     |
| نتسا كي تساكل | تسوما كي تساكلو  |
| نتسي كي تساكل | نتسوما كي تساكلو |
| هو كا ياكل    | هوما كا ياكلو    |
| هي كا تساكل   | هوما كا ياكلو    |